# Talsperre Guillermo Cano
Die Talsperre Guillermo Cano (span. Presa Guillermo Cano) befindet sich im Departamento de Antioquia in Zentral-Kolumbien, 65 km ostnordöstlich der Großstadt Medellín. Die Talsperre wurde zur Stromerzeugung errichtet. Betreiber der Anlage ist ISAGEN.

## Talsperre
Die Talsperre staut den Río Nare knapp 10 km nordnordöstlich der Kleinstadt San Rafael. Sie liegt im Osten der Zentralkordillere Kolumbiens. Die Talsperre besteht aus einem 63 m hohen Erdschüttdamm. Das Absperrbauwerk besteht aus zwei Dammabschnitten mit Längen von 660 m und 650 m. Dazwischen befindet sich eine Hochwasserentlastungsanlage mit einer Schussrinne, die das Wasser gegebenenfalls in das fast trocken gefallene abstrom gelegenen Flussbett des Río Nare leitet.

## Stausee
Der stark verzweigte und bis zu 7,8 km lange Stausee San Lorenzo (span. Embalse de San Lorenzo) besitzt eine Wasserfläche von 10,6 km². Er liegt auf einer Höhe von etwa 1247 m. Das Speichervolumen beträgt 185,5 Millionen m³. Flussaufwärts befindet sich am Oberlauf des Río Nare der Stausee Peñol-Guatapé. Dessen Wasser wird hauptsächlich dem Wasserkraftwerk Guatapé zugeführt und gelangt anschließend in den Río Guatapé.

## Wasserkraftwerk
Das  Wasserkraftwerk Jaguas (span. Central Hidroeléctrica Jaguas) ist ein Kavernenkraftwerk. Es besteht aus 2 Einheiten. Jede Einheit besitzt eine Francis-Turbine mit einer Leistung von 86,7 MW. Die Fallhöhe beträgt 245 m. Am Südufer des Stausees befindet sich das Einlaufbauwerk (⊙). Von dort wird das Wasser dem Wasserkraftwerk zugeführt. Ein Wasserschloss (⊙) gewährleistet einen Druckausgleich. Vom Kraftwerk wird der Strom zu einem nahe gelegenen oberirdischen Umspannwerk (⊙) geleitet.  Das Wasser fließt unterhalb des Kraftwerks durch einen Ableitungstunnel und erreicht schließlich das Nordwestufer (⊙) des Stausees Playas. Der Stausee Playas liegt am Flusslauf des Río Guatapé.